# De l'autre côté (revue)
Pour les articles homonymes, voir De l'autre côté.

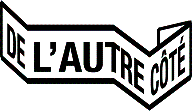
Logo de la revue.

De l'autre côté est la revue trimestrielle de l'Union juive française pour la paix (UJFP). Elle est consacrée au conflit israélo-palestinien. Son titre indique qu'elle prend le parti de ne pas ignorer ce qui se passe « de l'autre côté » du mur de séparation, du côté des Palestiniens.
Elle a été créée en 2006.  
Son premier numéro était consacré au thème de l’exil.
On peut y lire des articles signés par Amira Hass, Esther Benbassa, Sari Hanafi, Charles Enderlin, Edgar Morin, Michel Warschawski, Théo Klein, Judith Butler, Ella Shohat, Eyal Sivan, Omar Al-Qattan, Richard Wagman, Pierre Stamboul, Gaï Elhanan, Rudolf Bkouche...
Son directeur de publication est Richard Wagman.  Elle est animée par deux anciens journalistes de Libération et représente, selon Télérama, « une voix très originale et très minoritaire de la communauté juive ». Son rédacteur en chef est Frank Eskenazi, journaliste et producteur de documentaires de télévision.
Elle est coéditée avec les éditions La Fabrique.